# Microbiología de los alimentos

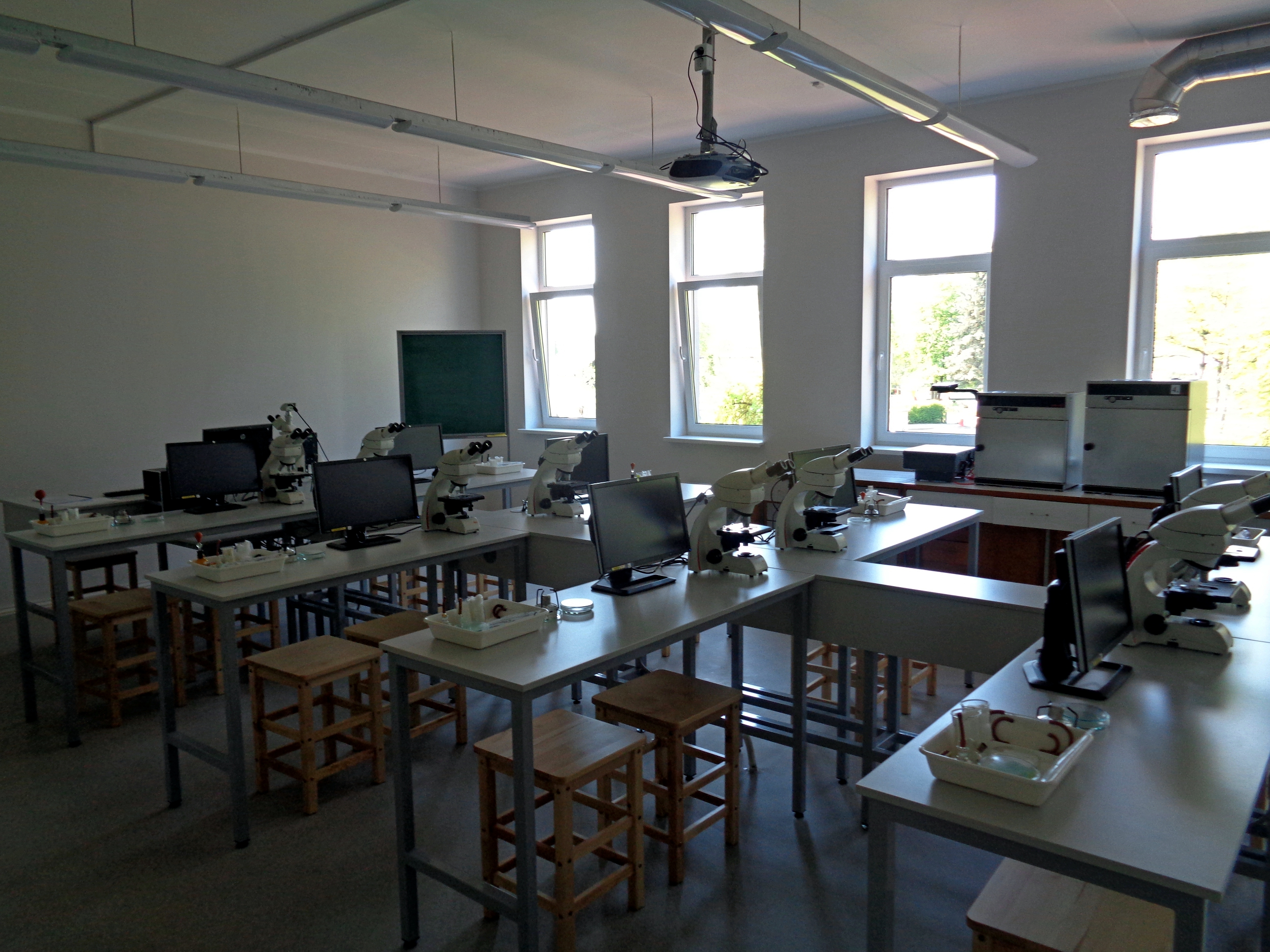
Laboratorio de Microorganismos en los Alimentos, Facultad de Tecnología de los Alimentos, Universidad de Agricultura de Letonia

La microbiología de alimentos es una rama de la microbiología que se encarga del análisis de la composición microbiana de los alimentos, mediante técnicas estandarizadas que permiten la detección de diferentes agentes microbianos3. Esta disciplina asume el análisis de aspectos positivos que tienen los microorganismos sobre los alimentos, como la producción de alimentos gracias a microorganismos y también de aspectos negativos que tienen los microbios sobre los alimentos, como la descomposición de productos alimenticios y la causa de enfermedades hacía las personas que consumen alimentos contaminados con microorganismos. 
Los microorganismos, como ya lo han fundamentado teóricos especialistas en la microbiología,se puede decir que  se pueden encontrar en varios hábitats, ya sea en nuestro cuerpo, alimentos, el suelo, las plantas, el aire y en toda superficie a nuestro alrededor, es decir los alimentos no son totalmente estériles, debido a que los microorganismos son omnipresentes, aunque no sean visibles al ojo humano. Gran parte de las enfermedades que son transmitidas por alimentos contaminados con microorganismos, se deben a la inoculación de microorganismos ajenos a los microbios comunes de un alimento. Cuando los alimentos poseen microorganismos de manera natural, el conjunto de microorganismos dispuestos en el alimento, se le conoce como flora normal, la cual es proveniente del suelo, aire o agua, y cuando los alimentos contienen microorganismos que han sido incorporados por nosotros o por alguna superficie con la que han entrado en contacto (no usuales en los alimentos). La flora que posee un alimento se puede clasificar de acuerdo al tipo de microorganismo que contenga en: beneficiosos, como la flora microbiana del yogur; de deterioro como los lácteos descompuestos por bacterias; y patógenos como la flora patógena en los alimentos, ejemplo es la estafilocócica provocadora de toxiinfección alimentaria.3.

## Crecimiento microbiano en los alimentos
El crecimiento microbiano que se da en los alimentos es debido al valor nutricional que tienen muchos de los alimentos, sin embargo no todos los alimentos resultan ser un buen medio para el desarrollo de microorganismos, en los alimentos que se produce el crecimiento microbiano se debe a que el alimento es un buen medio de cultivo para el desarrollo de microorganismos. En los alimentos el crecimiento de microorganismos está determinado por factores intrínsecos, vinculados con el alimento, y con factores extrínsecos, relacionados donde se guarda el alimento. Los factores intrínsecos están relacionados con la composición del alimento, si la composición del alimento contiene principalmente carbohidratos el tipo crecimiento microbiano varía el tipo de crecimiento que se produce en un alimento constituido principalmente por lípidos o por proteínas. 
El pH, la existencia y disponibilidad de agua y el potencial de oxidación-reducción de los alimentos son también factores intrínsecos que afectan el crecimiento de microorganismos.
Varios alimentos presentan sustancias antimicrobianas naturales como por ejemplo inhibidores químicos y enzimas complejas. Las verduras, las frutas, la leche de vaca y los huevos contienen acciones microbianas. Las frutas y verduras contienen pieles externas que cumplen una función de protección.
Dentro de los factores extrínsecos se encuentra la temperatura y la humedad. Cuando hay humedades relativas elevadas, el desarrollo microbiano comenzará más veloz. Si alimentos secos se alojan en ambientes húmedos, puede que se produzca una filtración de la humedad en la superficie del alimento, posibilitando que se lleve a cabo el crecimiento microbiano. Otro factor extrínseco es la atmósfera a la que se almacenan los alimentos, ya que si los alimentos están expuestos al dióxido de carbono, oxígeno u otros factores intrínsecos presentes en la atmósfera, condicionan el crecimiento microbiano.1

## Alimentos contaminados con microbios que causan enfermedades
Los alimentos contaminados con microbios que causan enfermedades se pueden clasificar en tres tipos: alimentos que causan infecciones, intoxicaciones y toxiinfecciones. Según Antillón, F., Arias, M.L., Gené, J y Glenn, E. (1997), para que se genere una infección, debe haber una ingestión de microbios que se multiplican en el hospedero y que las intoxicaciones se generan por la ingestión de alguna toxina generada por un microorganismo dispuesta en un alimento. Staphylococcus aureus y Clostridium botulinum son ejemplos de bacterias que producen toxinas que causan intoxicaciones al ingerirlas junto con los alimentos. Bacterias como Salmonella, Escherichia coli, Bacillus cereus y Vibrio cholerae son microorganismos que se encargan de generar infecciones por la ingesta de alimentos contaminados con este tipo de bacterias. En el caso de la infección por Salmonella puede causar enterocolitis, bacteriemia o fiebre entérica. 
Las toxiinfecciones son una combinación intermedia de las dos clasificaciones mencionadas antes, debido a que se necesita ingerir el microorganismo y que dentro del hospedero libere su toxina, para que se presente el cuadro de enfermedad.4 Clostridium perfringens produce toxiinfecciones por las exotoxinas que produce, Bacillus cereus también puede producir toxiinfecciones caracterizadas por vómitos y náuseas.1

## Métodos de análisis usados en la microbiología de los alimentos
Para realizar un análisis microbiológico de alimentos según Arias, M.L., Antillón, F., Chaves, C y Villalobos, L. (2008) es necesario ejecutar la recolección de la muestra de manera que no haya contaminación en este proceso, para que el análisis tenga validez. Dentro de los métodos que existen en el análisis de la microbiología de los alimentos están: el recuento total, en el que se puede estimar la vida útil de productos no inoculados; número más probable, esta técnica es aplicada a muestras con pequeña cantidad de microbios o con bacterias deterioradas por el calor, acidez o congelación. En esta técnica hay una fase de enriquecimiento de la población de microorganismo que se encuentre en el alimento, esta fase se conoce como fase presuntiva y además hay una fase selectiva llamada fase confirmatoria.3